# Laczkó Géza
Laczkó Géza (Budapest, 1884. december 3. – Budapest, 1953. december 1.) író, újságíró, műfordító, lapszerkesztő.

## Élete

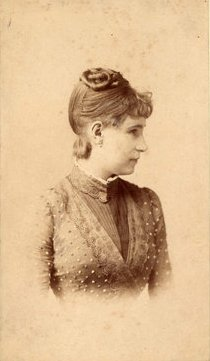
Laczkó Aranka

Laczkó Aranka kolozsvári színésznő törvénytelen fia. Gyermekkora jelentős részét a színház világában töltötte. A középiskola után előbb a budapesti egyetemen tanult, a híres Eötvös Kollégium tagja volt, majd Párizsban folytatta és fejezte be tanulmányait. Itthon 1907-től Budapesten középiskolai tanár, utóbb iskolaigazgató. A Tanácsköztársaság után eltiltották a tanítástól, ezt követően lektorként, lapszerkeszőként (Pesti Napló, Az Est) dolgozott.

## Munkássága
A Nyugat első nemzedékéhez tartozott, a folyóirat főmunkatársa volt. Pályáját versek és novellák írásával kezdte, számos tanulmányt, kisebb esszét írt, elsősorban azonban mint regényíró jelentős. A francia irodalom, különösen Gustave Flaubert volt rá nagy hatással, műfordítóként is főként francia írók műveit tolmácsolta.
Bírálói a műfaji újítók és nyelvművészeti alkotók közé sorolták. Dicsérték klasszikus ötvözésű novelláit, ötletes tanulmányait, mivel az író és a tudós szerencsésen találkozott alkotásaiban. Elbeszélő művészetét a tökéletes kifejezésre való törekvés jellemzi. 
Novelláiban a modern lélekrajzoktól kezdve a történeti miniatűrökig a különféle foglalkozású és életsorsú egyének csoportját gyűjtötte össze, a lelki történéseket egybekapcsolta előadásának tárgyszerű stilizálásával. „Laczkó Géza hideg, tárgyilagos pesszimizmusának irodalmunkban alig van párja. A külföldi írók közül Flauberthez hasonlít leginkább.” Vonzódott a különös alakokhoz, örömét találta a gúnyolódásban, de iróniája hozzásimult elbeszéléséhez, szelleme sziporkázó volt.
Regényei közül a Noémi fia (1916) gondos háttérrajzzal bontja ki a 19. század utolsó negyedének vándorszínész életét. Írói hivatásának erkölcsi megbecsülésével, a tisztán művészi szempontok nemes szolgálatával már ebben a regényében feltűnt. Nem az olcsó hatást kereste, nem a népszerűség után futott, hanem az írásművészet eszményei irányítatták.
A Német maszlag, török áfium (1918) hőse Zrínyi Miklós, a költő. Ez a nagyszabású regény a kiváló hadvezér és államférfiú tragikus végű pályafutásának ívelését a korhűség aggodalmas tiszteletben tartásával mutatta be. Az elbeszélésnek még a stílusa is archaikus, hősei a törökvilág-korabeli magyar nyelven beszélnek. Ilyen következetes nyelvi arhaizálást egy hosszú regényen keresztül Laczkó Géza előtt senki sem kísérelt meg irodalmunkban.
A Szent Iván tüzében (1932) az első világháború korának emberi sorsokat átalakító éveiben játszódik. A történelem beleszól a magánéletbe, elbuktatja a gyöngéket, továbbsodorja az erőseket. Egy modern leány körül zajlik a pesti élet vására, szerelemre szomjas fiatalsággal, eszménytelen célokkal. A lélektani regény a nagyvárosi hősnő belső életének és külső sorsának korjellemző bemutatása.
Királyhágó (1938) című regényéből egy nagyrahivatott ifjú alakja lép az olvasó elé: a fiatalember boldogtalan helyzetéből nemes akaraterővel küzdi fel magát a kiváló emberek sorába. Háttérben az 1900-as évek kincses Kolozsvára és a budapesti Eötvös Kollégium tanulóserege. A főhős élete köré sok érdekes történet fűződik, az író mindenütt biztos ura az elbeszélő művészetnek.
Utolsó nagy történelmi regényét, a trilógiának tervezett Rákóczit már nem maradt ideje befejezni, a nagy lélegzetű mű töredék maradt, csak két kötete készült el.

## Munkái
- Játszi szóképzés; Athenaeum, Bp., 1907 (Nyelvészeti füzetek)
- A porosz levél. Novellák. Budapest, 1910
- Az akropoliszi ima; Nyugat, Bp., 1911 (Nyugat könyvtár)
- A porosz levél; Nyugat, Bp., 1911 (Nyugat könyvtár)
- Noémi fia; Franklin, Bp., 1917
- Német maszlag, török áfium. Regény. Budapest, 1918
- Baruti, a bazokok fejedelme; Kultúra, Bp., 192? (Tréfás könyvek)
- Francia fonetikus társalgási nyelvkönyv; szerk. Laczkó Géza; Kultúra, Bp., 1921 (A Kultúra nyelvtanai. Világnyelvek tanító nélkül)
- Sey Tamás levelei. Regény. Budapest, 1922. Kultura Könyvkiadó és Nyomda R.-T.
- William Blackbirth lelke. Elbeszélés. 1922. Pán Könyvkiadó Kiadása
- Sátán Trismegistos olvasója. Novellák. Budapest, 1926
- Szent Iván tüze. Regény. Budapest, 1932
- Sánta Ámor. Novellák. Budapest, 1936
- Királyhágó. Regény. Budapest, 1938
- Az örök ripacs. Regény; Új Kultúra, Bp., 1942 (Fehér holló regények)
- Kőrösi Csoma Sándor; Városi Ny., Szeged, 1942
- Az őstehetség. Regény; Athenaeum, Bp., 1944
- Rákóczi, 1-2.; sajtó alá rend., utószó Révay József; Szépirodalmi, Bp., 1955
- Mártír és rabszolga; összeáll. Véber Károly, bev. Keresztury Dezső; Magvető, Bp., 1957
- Szerelem és halál árnyékában. Elbeszélések és tárcanovellák; összeáll. Véber Károly, bev. Benedek Marcell; Magvető, Bp., 1959
- Nyári feleség. Válogatott elbeszélések; vál., sajtó alá rend. Véber Károly; Magvető, Bp., 1963
- Királyhágó. Önéletrajzi regény; utószó Pomogáts Béla; Szépirodalmi, Bp., 1971 (Magyar elbeszélők)
- Holdbéli Dávid csodálatos tapasztalatai a Földön. Fantasztikus regény; bev. Lengyel Balázs; Egyetemi Ny., Bp., 1972 (Kozmosz fantasztikus könyvek)
- Innen és túl. Tudományos fantasztikus elbeszélések; vál., szerk. Kuczka Péter, előszó Lengyel Balázs, utószó Véber Károly; Kozmosz Könyvek, Bp., 1981 (Kozmosz fantasztikus könyvek)
- Öröklés és hódítás; összegyűjt., szöveggond. Véber Károly; Szépirodalmi, Bp., 1981
- Pest és a nők. Novellák, 1-2.; összegyűjt., szöveggond. Véber Károly; Szépirodalmi, Bp., 1982